# Municipio de Lake (condado de Cerro Gordo)
El municipio de Lake (en inglés: Lake Township) es un municipio ubicado en el condado de Cerro Gordo en el estado estadounidense de Iowa. En el año 2010 tenía una población de 338 habitantes y una densidad poblacional de 4,94 personas por km².

## Geografía
El municipio de Lake se encuentra ubicado en las coordenadas 43°7′21″N 93°18′48″O / 43.12250, -93.31333. Según la Oficina del Censo de los Estados Unidos, el municipio tiene una superficie total de 68.45 km², de la cual 68,45 km² corresponden a tierra firme y (0 %) 0 km² es agua.

## Demografía
Según el censo de 2010, había 338 personas residiendo en el municipio de Lake. La densidad de población era de 4,94 hab./km². De los 338 habitantes, el municipio de Lake estaba compuesto por el 96,75 % blancos, el 2,96 % eran afroamericanos y el 0,3 % eran de una mezcla de razas. Del total de la población el 0,3 % eran hispanos o latinos de cualquier raza.